# Circuito de Guecho 2021
La 76.ª edición de la clásica ciclista Circuito de Guecho fue una carrera en España que se celebró el 1 de agosto de 2021 con inicio en Bilbao y final en la ciudad de Guecho sobre un recorrido de 193,5 kilómetros.
La carrera formó parte del UCI Europe Tour 2021, calendario ciclístico de los Circuitos Continentales UCI, dentro de la categoría 1.1. El vencedor final fue el italiano Giacomo Nizzolo del Qhubeka NextHash. Completaron el podio, como segundo y tercer clasificado respectivamente, el también italiano Giovanni Aleotti del Bora-Hansgrohe y el colombiano Santiago Buitrago del Bahrain Victorious.

## Equipos participantes
Tomaron parte en la carrera 17 equipos: 8 de categoría UCI WorldTeam, 7 de categoría UCI ProTeam y 5 de categoría Continental. Formaron así un pelotón de 136 ciclistas de los que acabaron 84. Los equipos participantes fueron:
| WorldTeams (8)- Bahrain Victorious - Trek-Segafredo - Movistar Team - Qhubeka NextHash - Cofidis - UAE Team Emirates - Bora-Hansgrohe - Astana-Premier Tech ProTeams (8)- Burgos-BH - Euskaltel-Euskadi - Equipo Kern Pharma - Eolo-Kometa - Arkéa-Samsic - TotalEnergies - Team Novo Nordisk - Caja Rural-Seguros RGA Equipos continentales (4)- Global 6 Cycling - Electro Hiper Europa - Massi Vivo-Conecta - Gios |
| |

## Clasificación final
- Las clasificaciones finalizaron de la siguiente forma:[4]

| \| Clasificación general \| Clasificación general \| Clasificación general \| Clasificación general \| Clasificación general \| \| Ciclista \| Ciclista \| Equipo \| Tiempo \| \| \| --------------------- \| --------------------- \| --------------------- \| --------------------- \| --------------------- \| \| 1.º \| Giacomo Nizzolo \| Qhubeka NextHash \| 4 h 12 min 24 s \| \| \| 2.º \| Giovanni Aleotti \| Bora-Hansgrohe \| + 0 s \| \| \| 3.º \| Santiago Buitrago \| Bahrain Victorious \| + 0 s \| \| \| 4.º \| Abner González \| Movistar Team \| + 12 s \| \| \| 5.º \| Ide Schelling \| Bora-Hansgrohe \| + 12 s \| \| \| 6.º \| Giulio Ciccone \| Trek-Segafredo \| + 12 s \| \| \| 7.º \| Alessandro Covi \| UAE Team Emirates \| + 54 s \| \| \| 8.º \| Luis León Sánchez \| Astana-Premier Tech \| + 1 min 04 s \| \| \| 9.º \| Matteo Trentin \| UAE Team Emirates \| + 1 min 04 s \| \| \| 10.º \| Antonio Jesús Soto \| Euskaltel-Euskadi \| + 1 min 26 s \| \| |                    |                     |                 |
| |                    |                     |                 |
| Fuente: ProCyclingStats |                    |                     |                 |
| Clasificación general |                    |                     |                 |
| Ciclista | Ciclista           | Equipo              | Tiempo          |
| 1.º | Giacomo Nizzolo    | Qhubeka NextHash    | 4 h 12 min 24 s |
| 2.º | Giovanni Aleotti   | Bora-Hansgrohe      | + 0 s           |
| 3.º | Santiago Buitrago  | Bahrain Victorious  | + 0 s           |
| 4.º | Abner González     | Movistar Team       | + 12 s          |
| 5.º | Ide Schelling      | Bora-Hansgrohe      | + 12 s          |
| 6.º | Giulio Ciccone     | Trek-Segafredo      | + 12 s          |
| 7.º | Alessandro Covi    | UAE Team Emirates   | + 54 s          |
| 8.º | Luis León Sánchez  | Astana-Premier Tech | + 1 min 04 s    |
| 9.º | Matteo Trentin     | UAE Team Emirates   | + 1 min 04 s    |
| 10.º | Antonio Jesús Soto | Euskaltel-Euskadi   | + 1 min 26 s    |

## UCI World Ranking
El Circuito de Guecho otorgó puntos para el UCI World Ranking para corredores de los equipos en las categorías UCI WorldTeam, UCI ProTeam y Continental. Las siguientes tablas muestran el baremo de puntuación y los 10 corredores que obtuvieron más puntos:
| Posición   | 1.º | 2.º | 3.º | 4.º | 5.º | 6.º | 7.º | 8.º | 9.º | 10.º | 11.º | 12.º | 13.º-15.º | 16.º-25.º |
| Puntuación | 125 | 85  | 70  | 60  | 50  | 40  | 35  | 30  | 25  | 20   | 15   | 10   | 5         | 3         |

| Clasificación |                    |                     |        |
| Posición      | Ciclista           | Equipo              | Puntos |
| ------------- | ------------------ | ------------------- | ------ |
| 1.º           | Giacomo Nizzolo    | Qhubeka NextHash    | 125    |
| 2.º           | Giovanni Aleotti   | Bora-Hansgrohe      | 85     |
| 3.º           | Santiago Buitrago  | Bahrain Victorious  | 70     |
| 4.º           | Abner González     | Movistar            | 60     |
| 5.º           | Ide Schelling      | Bora-Hansgrohe      | 50     |
| 6.º           | Giulio Ciccone     | Trek-Segafredo      | 40     |
| 7.º           | Alessandro Covi    | UAE Emirates        | 35     |
| 8.º           | Luis León Sánchez  | Astana-Premier Tech | 30     |
| 9.º           | Matteo Trentin     | UAE Emirates        | 25     |
| 10.º          | Antonio Jesús Soto | Euskaltel-Euskadi   | 20     |